# Mutageneza
Mutageneza – zarówno spontaniczny jak i wywołany przez mutageny proces powstawania zmian – mutacji w DNA.
Mutageneza jest wykorzystywana w hodowli roślin uprawnych w celu wyprowadzenia nowych odmian. Jest też wykorzystywana w badaniach naukowych (np. analiza ekspresji genów). Mutageneza może być losowa lub ukierunkowana – wywołująca mutację w określonym miejscu w sekwencji DNA.